# チャタヌーガ

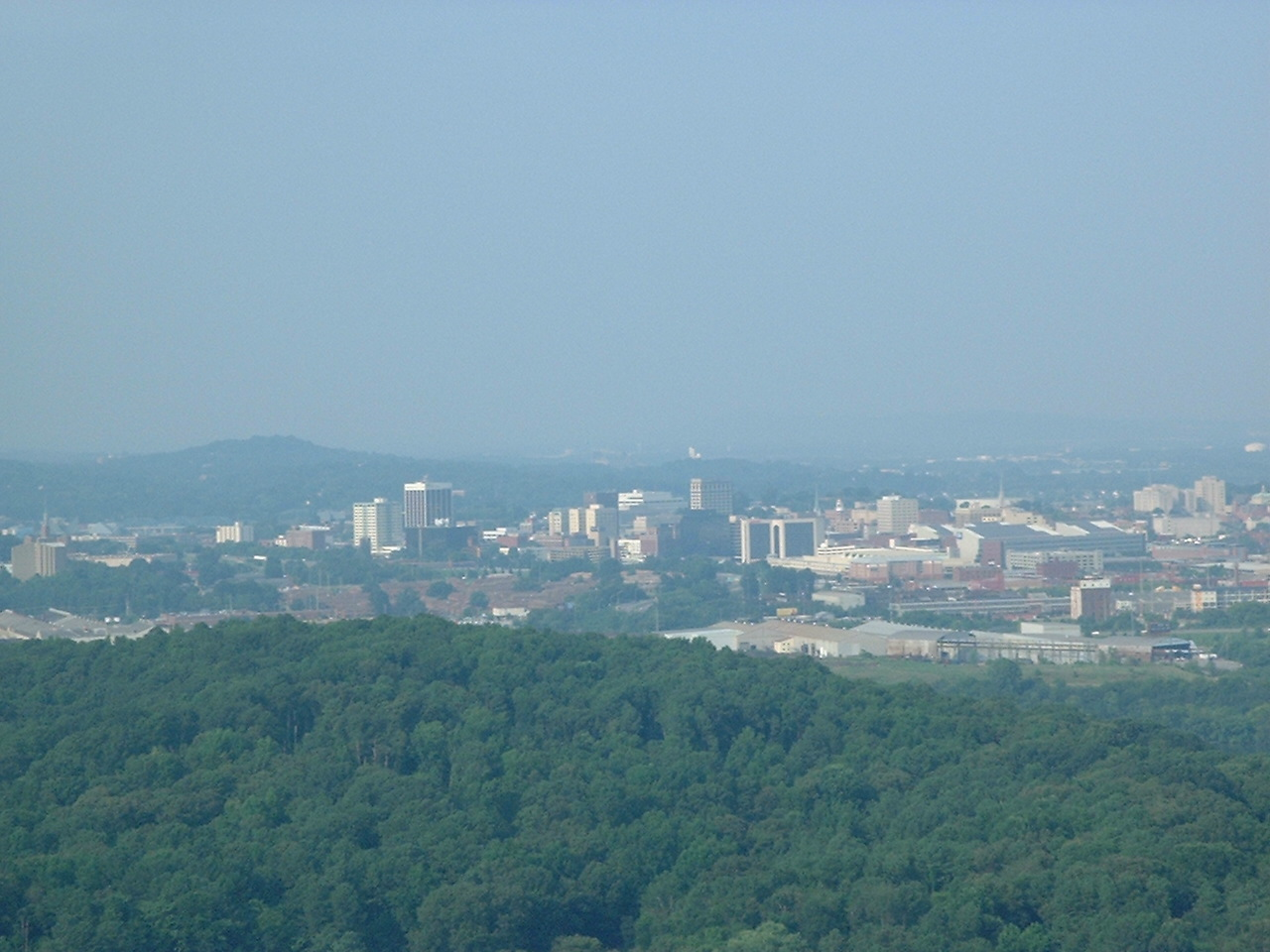
チャタヌーガ

チャタヌーガ（Chattanooga）は、アメリカ合衆国テネシー州の都市。ハミルトン郡の郡庁所在地である。人口は18万1099人（2020年）。テネシー川東岸に位置する商工業、及び観光都市である。

## 概要
テネシー川流域開発公社によるアパラチア工業地帯の主要都市として知られていたが、公害で環境も悪化した。しかし、今日では工場跡地の都市再開発が進んで、全米でも特に住みよい都市の一つに成長している。
市名はこの地に先住していたインディアン部族のチェロキー族の言葉で「岩が迫り来る場所」という意味である。その一方で、原住民族であったチェロキー族が強制移住を余儀なくされた歴史がある。
アトランタとナッシュビルからそれぞれ2時間程度の距離にあり、交通の便もよく、近郊には大小400以上の岩石と植物が織りなすロックシティガーデンやルビーフォールズ洞窟、世界一の急傾斜を走るケーブルカー、7つの州を一望できるというルックアウトマウンテンがあり、多くの観光客が訪れている。また、市内にも観光名所があり、観光に力を入れている（次項で記述）。

## 地理

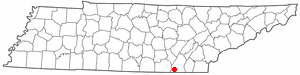
テネシー州内の位置

チャタヌーガはジョージア州境に近い。座標は北緯35度2分44秒 西経85度16分2秒 / 北緯35.04556度 西経85.26722度。
アメリカ合衆国統計局によると、総面積370.8 km2 (143.2 mi2) である。このうち350.2 km2 (135.2 mi2) が陸地で20.6 km2 (8.0 mi2) が水地域である。総面積の5.56%が水地域となっている。

## 人口動勢
2000年の国勢調査によれば、人口は155,554人、65,499世帯、及び39,626家族が暮らしている。人口密度は444.2/km2 (1,150.5/mi2) である。205.9/km2 (533.3/mi2) の平均的な密度に72,108軒の住宅が経っている。この都市の人種的な構成は白人59.71%、黒人36.06%、インディアン0.29%、アジア1.54%、太平洋諸島系0.11%、その他の人種1.01%、及び混血1.30%である。ここの人口の2.11%はヒスパニックまたはラテン系である。
チャタヌーガ市内の住民は22.4%が18歳未満の未成年、18歳以上24歳以下が10.8%、25歳以上44歳以下が28.8%、45歳以上64歳以下が22.8%、及び65歳以上が15.2%にわたっている。中央値年齢は37歳である。女性100人ごとに対して男性は89.3人である。18歳以上の女性100人ごとに対して男性は85.2人である。
チャタヌーガ市の世帯ごとの平均的な収入は32,006米ドルであり、家族ごとの平均的な収入は41,318米ドルであり、男性は31,375米ドルに対して女性は23,267米ドルの平均的な収入がある。チャタヌーガ市の1人当たりの所得は19,689米ドルである。人口の17.9%及び家族の14.0%は貧困線以下である。全人口のうち18歳未満の27.0%及び65歳以上の13.8%は貧困線以下の生活を送っている

## 経済

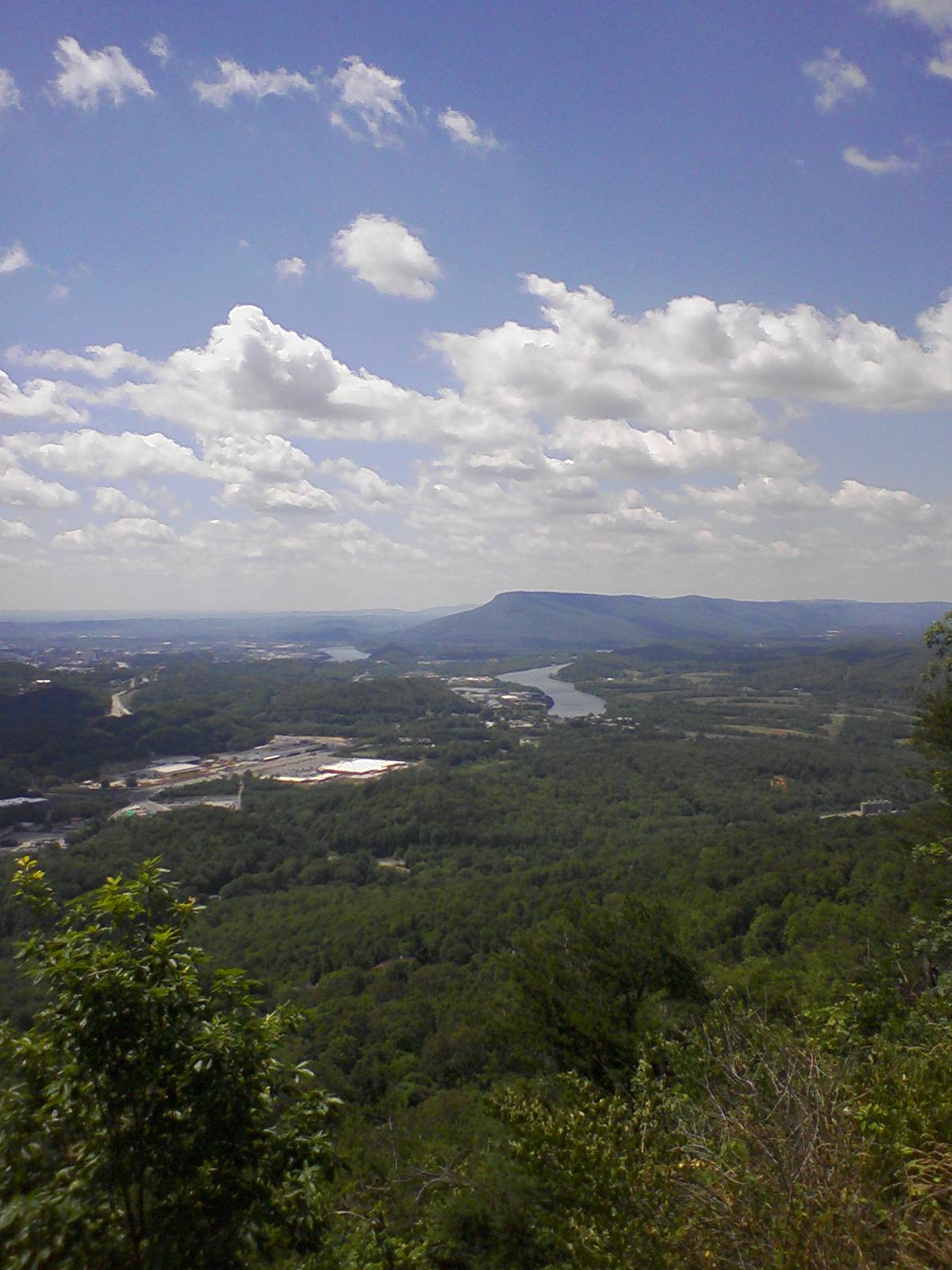
シグナルマウンテンからルックアウトマウンテンを望む。画面の左にチャタヌーガの市街地が広がる。

金属、繊維、化学、食品など多種多様の工業が盛んであったが、1960年代は大気汚染がひどく、全米で最も大気汚染のひどい都市のレッテルを貼られた過去を持つ。1970年代にはその工場が不況の煽りを受け、相次いで閉鎖。廃工場に浮浪者らが溜まり、治安悪化が進んだ。そこで官民一体となった再開発に乗り出し、かつて機能していた鉄道ターミナル跡地にホテルとショッピングセンターが一体化した商業コンプレックス「チャタヌーガ・チューチュー」(1940年代に流行した同名の曲から名前を取った)を建設、またテネシー川河畔には淡水魚を扱う水族館としては世界最大級のテネシー水族館がある。更に大気汚染対策として無料の電気バスを走らせており、市の名物となっている。電気バス製造は、世界にも輸出する地場産業ともなっている。
2008年7月15日、フォルクスワーゲンがチャタヌーガに自動車組立工場を建設すると発表。同工場は2011年から操業を開始した。

## メディア及びコミュニケーション
チャタヌーガ市はローカル、地域及びネットワーク系列局によってサービスされている。

### ラジオ
チャタヌーガ市のラジオ放送局は：
- WGOW 1150-AM、トーク/ニュース
- WUTC 88.1 FM、ニュース/音楽。カデックホール (Cadek Hall) よりUTチャタヌーガ校が運営。
- WDYN 89.7 FM、宗教
- WSMC 90.5 FM、クラシック/ジャズ/宗教。Southern Adventist 大学が運営。
- WUSY 100.7 FM、年間ベスト・カントリー音楽ラジオ放送局に7回選ばれる。
- WDEF 102.3 FM、イージーリスニング
- WSKZ 106.5 FM、クラシック・ロック

### テレビジョン
チャタヌーガ市は多数のテレビジョン放送局がある。
- WRCB Ch.3, NBC 系列 -
- WTVC Ch.9, ABC 系列 -
- WDEF Ch.12, CBS 系列 -
- W26BE Ch.26, 3ABN系
- WYHB Ch.39, アメリカ・ワン系列
- WFLI Ch.53, CW系列
- WDSI Ch.61, FOX 系列 -

### オンライン
チャタヌーガ市は少数のオンライン・ニュース及びメディア素材の他の手段を持っている。
- The Chattanoogan - ローカルな所有者及び運営
- Nooga - チャタヌーガ自身が所有者であるオンライン・タブロイド版
- Scenic City Online
- Chattablogs - 無料ブログ・サイト

## 日本との関係
在住する日本人は多くないものの、岩手県遠野市では、市の海外交流事業として1990年（平成2年）度より市内の遠野高校と遠野緑峰高校の学生をチャタヌーガ市に派遣し交流を行なっている。また平成11年度からは中学生を対象とした海外派遣事業も新たに開始した。なお、高校生は約3週間、中学生は約1～2週間、現地にホームステイを行なう。期間中は現地の学校(Chattanooga School for the Arts and Sciences)に通い、そこの学生との交流を行なっている。
夏には現地の学生が3週間、遠野を訪れそれぞれの高校に通う。その際、海外交流事業に参加した市内の高校生を主に、アメリカの学生をホームステイさせる。このように、アメリカに行きホームステイを行なうのは広く知られているが、市の事業として現地の学生を日本にホームステイさせるというのは比較的少ない。

## 姉妹都市
チャタヌーガはSister Cities International, Inc. (SCI)によって指定された、7つの姉妹都市と提携している：
- Giv'atayim（イスラエル国）
- ハム（ドイツ連邦共和国）
- ニジニ・タギル（ロシア連邦）
- 無錫（中華人民共和国）
- 江陵市（大韓民国）
- マンフレドーニア（イタリア）
- 遠野市（日本）